# 李启华
李启华（1914年7月4日—1995年5月13日），河北天津人。中共党员。

## 生平
1914年7月4日出生。1933年参加共青团，不久做党的工作。曾任山西工委会委员、天津市工委会委员。曾任中共天津市委组织部部长，参加组织领导天津学生抗日救亡运动，后出席在延安召开的党的白区工作会议。1937年7月抗战爆发后回到天津，继续担任天津市组织部部长，协助姚依林开展工作，主持创办《抗日小报》，同时在公大第六纱厂和北洋纱厂等地工人中发动罢工。后调山东，任冀鲁边特委书记、冀鲁边区党委委员、宣传部部长、鲁南区党委委员、宣传部部长、淄博工矿特委副书记、淄博地委副书记。1952年调上海虹口区工作，参加并领导了“三反”、“五反”运动，后任中共虹口区委书记。1958年调上海人民出版社担任副总编辑。1979年5月任顾问。1995年5月13日在上海逝世。